# Pablo Azar
Pablo Azar (Mexikóváros, 1982. július 27. –) mexikói színész.

## Élete
Pablo Azar 1982. július 27-én született Mexikóvárosban.
2000-2003-ban elvégezte a TV Azteca színészképzőjét, a Centro de Formación actoralt (CEFAC).
Első szerepét 2000-ben a Másnak tűnő szerelem című telenovellában játszotta, mint Coco Galván. 2005-ben szerepet kapott a Telemundo Második élet című telenovellájában, ezért Miamiba költözött.
2010. szeptember 25-én feleségül vette Claudia Caicedo kolumbiai színésznőt.

## Filmográfia
| Év        | Eredeti Cím                        | Cím                       | Szerep                     | Magyarhang     |
| --------- | ---------------------------------- | ------------------------- | -------------------------- | -------------- |
| 2000-2001 | El amor no es como lo pintan       | Másnak tűnő szerelem      | Coco Galván                |                |
| 2001-2002 | Como en el Cine                    | Mint a filmekben          | Arturo                     |                |
| 2002      | Sin permiso de tus padres          |                           |                            |                |
| 2003      | Dos chicos de cuidado en la ciudad |                           | Santiago                   |                |
| 2004      | Soñaras                            |                           | Tomas                      |                |
| 2004      | La vida es una canción             |                           |                            |                |
| 2005      | Top Models                         |                           |                            |                |
| 2005-2006 | El cuerpo del deseo                | Második élet              | Simón Domínguez            | Bartucz Attila |
| 2006      | Marina                             | Marina                    | Papalote                   | Bartucz Attila |
| 2007      | Bajo las riendas del amor          |                           | Daniel Linares             |                |
| 2008      | El juramento                       |                           | Juan Pablo Robles Conde    |                |
| 2009      | Bella Calamidades                  | Lola (televíziós sorozat) | Renato Galeano             |                |
| 2010-2011 | Sacrificio de mujer                |                           | Enzo Talamonti             |                |
| 2010-2011 | Aurora                             |                           | César Lobos                |                |
| 2012      | El Talismán                        | Talizmán                  | José Armando Nájera Rivera | Király Adrián  |
| 2012-2013 | Corazón valiente                   | Több, mint testőr         | Gustavo Ponte              | Király Adrián  |
| 2013      | Marido en alquiler                 |                           | Rafael Álamo               |                |
| 2014      | Reina de Corazones                 | Emlékezz, Reina!          | Juan José „Juanjo” García  | Czető Roland   |

## Fordítás
- Ez a szócikk részben vagy egészben  a   Pablo Azar című spanyol Wikipédia-szócikk fordításán alapul.  Az eredeti cikk szerkesztőit annak laptörténete sorolja fel. Ez a jelzés csupán a megfogalmazás eredetét és a szerzői jogokat jelzi, nem szolgál a cikkben szereplő információk forrásmegjelöléseként.